# Brill Building
Het Brill Building is een kantoorgebouw in Broadway ten noorden van Times Square. Het in 1931 gebouwde en 11 verdiepingen tellende kantoorgebouw werd genoemd naar zijn eigenaars, de broers Brill, die op de benedenverdieping een herenkledingzaak runden.

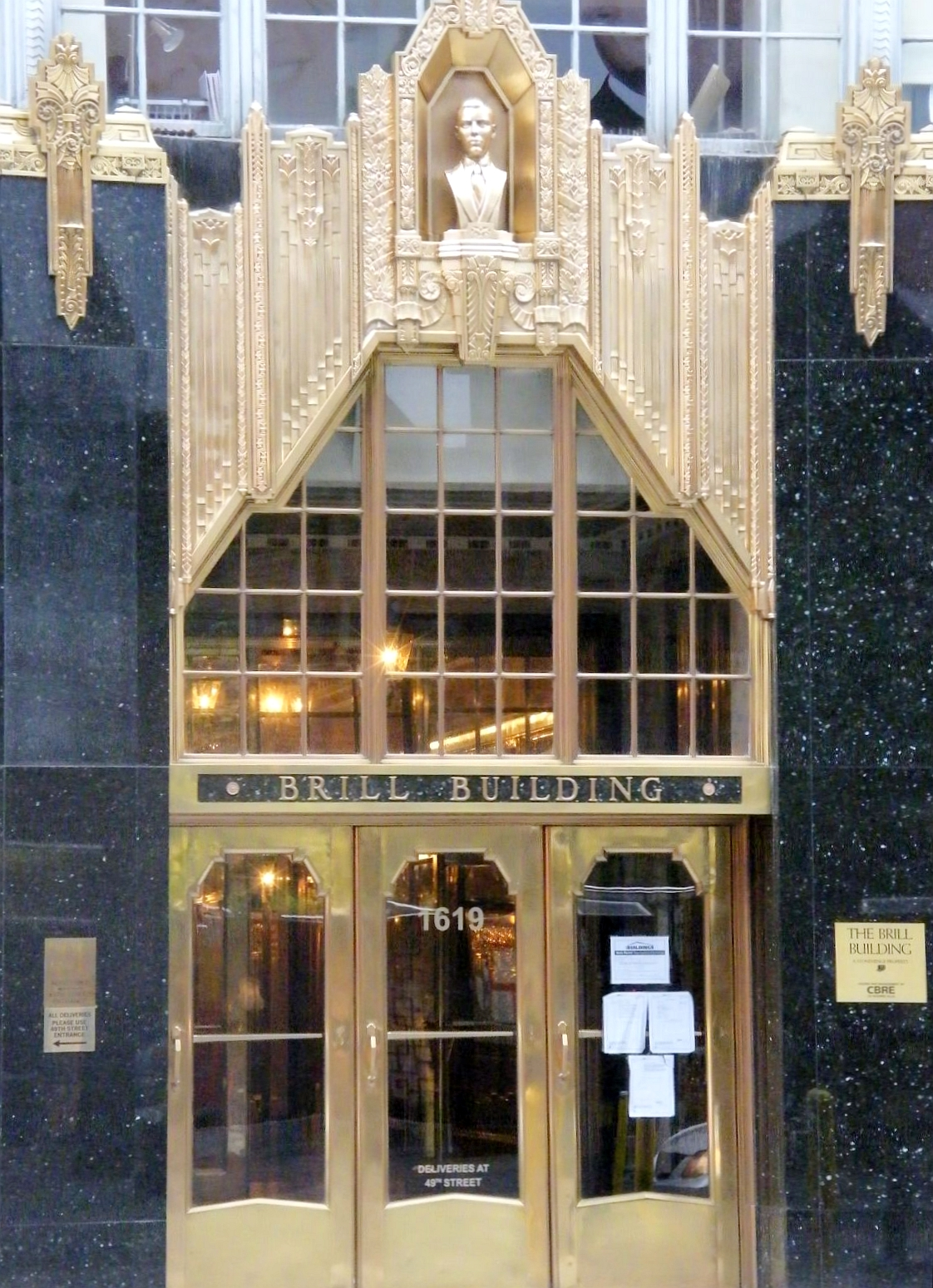
Brill-Building (NY)

## Huisvesting
Voor de hoge concentratie van componisten, producenten en muziekuitgeverijen in het Brill Building was hoofdzakelijk Don Kirshner verantwoordelijk. Hij begon vooreerst als manager van Connie Francis. In 1958 opende hij de muziekuitgeverij Aldon Music, genoemd naar de eigenaars Al Nevins en Don Kirshner. Hier stelde Kirshner iets later getalenteerde songwriters te werk, zoals Carole King, Gerry Goffin, Neil Sedaka, Howard Greenfield, Cynthia Weil, Barry Mann, Jeff Barry, Ellie Greenwich, Neil Diamond en Tommy Boyce. Aldon Music bevond zich echter niet in het Brill Building, maar een blok verder tegenover 1650 Broadway.
Vervolgens trokken in 1932 de drie muziekuitgeverijen Southern Music, Mills Music en Famous Music hier in. De bijzonderheid van dit gebouw is de claustrofobische engte door de veelheid van kleine kantoorruimtes. Een muzikant kon in het gebouw een demo-opname in de studio opnemen, en daarna een uitgever, een producent en een radiopromotor in hetzelfde gebouw vinden. Door deze concentratie vloeiden enerzijds synergieën voort, min of meer door de uitwisseling van ideeën onder de componisten en anderzijds konden de muziek-technische vereisten worden gecompleteerd (de componisten kozen een muziekuitgeverij in het gebouw, die daarop de artiesten uitkoos). De songauteurs werkten hier de meeste van hun songs uit als partituur. Dit betekende na de rock-'n-roll de accentuering van de zang met orkestrale songs, die anderen hadden geschreven. De heterogene composities en zang- en productiestijlen onderscheidden echter geen muzikale verbondenheid, zodat de omschrijving Brill-Building-Sound uitsluitend de uniforme herkomst van deze songs beschrijft.
Het Brill Building-imperium produceerde tussen 1958 en 1966 meer dan 200 popsongs, die de Amerikaanse hitlijst bereikten. Veel hiervan werden miljoenensellers en waren de basis van de meeste coverversies. Tot de acts behoorden The Ronettes, The Drifters, The Shangri-Las, The Crystals en vele anderen. Toen door auteursmuziek zoals van The Beatles, The Beach Boys en Bob Dylan en de bands van de Britse invasie, die hun muziek zelf componeerden, deze soort muziek aan geloofwaardigheid en originaliteit verloor en daarmee ook de representatiekracht bij de platenkopers, moesten de componisten zich verplaatsen in de richting van de soloartiesten. Zo is het Neil Diamond gelukt. De uitgevers vonden een nieuw publiek: de teenager en de pre-teen. Eerder had Columbia Records Aldon Music al opgekocht. En zo werkte de mediamagnaat Don Kirshner met The Monkees en The Archies voor de tv-stations NBC en CBS. Later tijdens de jaren 1970 was hij manager van de rockband Kansas. Rond 1975 trok hij zich terug uit de muziekbusiness.
Ook tegenwoordig hebben nog enkele met de muziek- en filmbusiness verbonden firma's hier zitting, zoals Sound One (een Post-productie-maatschappij), Colony Records en de videofirma Broadway Video.